# Bernard của Clairvaux
Bênađô xứ Clairvaux (tiếng Latin: Bernardus Claraevallensis), O.Cist (1090 - ngày 20 tháng 8 năm 1153) là một viện phụ Pháp và nhà cải cách chính cho Hội dòng Xitô.
Sau cái chết của mẹ, Bênađô tìm cách nhập học vào Hội dòng Xitô. "Ba năm sau, ông được phái đến để thiết lập một tu viện mới tại một khu đất hoang cô lập trong một thung lũng hẹp gọi là Val d'Absinthe, khoảng 15 km (9,3 mi) về phía đông nam của Bar-sur-Aube. Theo truyền thống, Bênađô thành lập tu viện vào ngày 25 tháng 6 năm 1115, đặt tên là Claire Vallée, trong đó phát triển thành Clairvaux. Tại đây Bênađô giảng một đức tin trực tiếp, trong đó người trung gian đức mẹ Maria". Trong năm 1128, Bênađô đã tham dự Hội đồng Troyes, tại mà ông bắt nguồn từ những phác thảo về Luật của các Hiệp sĩ Dòng Đền, mà sớm trở thành lý tưởng của giới quý tộc Kitô giáo.